# Juan Ramón Silva
Juan Ramón Silva (5 agosto 1948) è un allenatore di calcio ed ex calciatore uruguaiano, di ruolo attaccante.

## Carriera

### Nazionale
Con la nazionale uruguaiana ha preso parte ai Mondiali 1974.

## Palmarès

### Giocatore

#### Competizioni nazionali
- Campionato uruguaiano: 4

Peñarol: 1967, 1968, 1973, 1974
- Copa Colombia: 1

Ind. Medellín: 1981

#### Competizioni internazionali
- Coppa Libertadores: 1

Peñarol: 1966
- Coppa Intercontinentale: 1

Peñarol: 1966
- Supercoppa dei Campioni Intercontinentali: 1

Peñarol: 1969